# Dugipénz
A Dugipénz (eredeti cím: Milk Money) 1994-ben bemutatott amerikai romantikus filmvígjáték-dráma, melyet Richard Benjamin rendezett. A főbb szerepekben Melanie Griffith és Ed Harris látható.
Az Amerikai Egyesült Államokban 1994. augusztus 31-én mutatták be a Paramount Pictures forgalmazásában. Többségében negatív kritikákat kapott.

## Cselekmény
Egy Middleton nevű külvárosban élő három kiskamasz — Brad, Frank és Kevin — a nagyvárosba utazik, abban a reményben, hogy pénzért cserébe láthatnak egy meztelen nőt. Találnak egy "V" névre hallgató prostituáltat, aki megmutatja nekik melleit. A fiúk biciklijeit azonban időközben ellopják, ezért V a stricije, Cash autóját kölcsönvéve hazaviszi őket. Cash, akinek egy Betty nevű nő is dolgozik, drogokkal is kereskedik és rendszeresen megcsapolja a bevételeket: egy Waltzer nevű pénzbeszedő gengszternek kevesebb pénzt ad át, Waltzer pedig saját főnökétől, a "pópa" becenévre hallgató Jerrytől lop.
Frank házához érve az autó lerobban, ezért V a házból telefonálva próbál segítséget kérni. Frank apja, Tom hazatér, fia azt hazudja neki, V matektanárnő. Ebből később számos kellemetlen szituáció alakul ki: V ugyanis azt hiszi, Tom ismeri és elfogadja a nő valódi szakmáját. Tom felajánlja az autó megjavítását, de ez napokig eltarthat, mert tanárként is helyt kell állnia. Tom tudtán kívül Frank a faházában szállásolja el a nőt, akivel sikerül összebarátkoznia és szeretné összehozni őt özvegy édesapjával. A kisfiú nem ismerhette elhunyt édesanyját és most kezd pótanyaként tekinteni V-re. V a hírekből értesül Cash meggyilkolásáról és rájön, Waltzer volt az elkövető. Felhívja Bettyt és megtudja, hogy Waltzer őt is keresi, mert Cash azt hazudta, a lány vitte el a lopott pénzt. Egy kölcsönvett biciklin V a közeli lápvidékre megy, ahol Tom tart előadást az iskolásoknak és amelyet a férfi kétségbeesetten próbál megmenteni a beépítéstől. V úgy dönt, biztonsága érdekében Middletonban marad.
Frank elégtelent kap egy szexualitás témájú biológiadolgozatra és szóbeli prezentációt kell tartania. V-t kéri fel segítőtársául, a nő testén mutogatva el a női szaporító szervek elhelyezkedését. Tom és V randizni megy és hamar felismerik, hogy gyengéd érzelmeket táplálnak egymás iránt. Találkoznak Kevin családjával, akinek édesapját V korábbi kuncsaftjaként felismeri, de a szorult helyzetben lévő férfi azt hazudja, V tánctanár. V ekkor döbben rá, hogy Frank hazudott apjának a foglalkozásáról. Bevallja Tomnak az igazat, továbbá valódi nevét (Eve) is elárulja. Kevin apja felhívja V-t otthoni telefonszámán, mert ismét szeretné igénybe venni szolgáltatásait. Betty veszi fel a telefont és a lány gyorsan elirányítja Waltzert Middletonba.
A Waltzertől rettegő V el akarja hagyni a kisvárost, de előtte egy iskolai táncmulatságon vesz részt, ahol el szeretne köszönni Franktől. Waltzer felbukkan a bálon és üldözőbe veszi V-t, de a gyerekekkel együtt végül sikerül lerázniuk a gengsztert. V ellátogat Waltzer főnökéhez és közli, ki akar szállni az üzletből. Sikerül meggyőznie az idős maffiózót, aki időközben Waltzert is félreállította. V egy hátizsákban megtalálja a lopott pénzt, melyből megveszi Tomnak a mocsarat, megmentve azt a befektetőktől. Egy middletoni fagylaltozót is megvásárol és új párjával, Tommal a városban marad.

## Szereplők
| Színész                | Szerep                         | Magyar hang      |
| ---------------------- | ------------------------------ | ---------------- |
| Melanie Griffith       | Eve "V"                        | Básti Juli       |
| Ed Harris              | Tom Wheeler                    | Uri István       |
| Michael Patrick Carter | Frank Wheeler                  | Előd Álmos       |
| Malcolm McDowell       | Waltzer                        | Papp János       |
| Anne Heche             | Betty                          |                  |
| Philip Bosco           | Jerry "Pópa"                   |                  |
| Casey Siemaszko        | "Cash"                         | Jakab Csaba      |
| Brian Christopher      | Kevin                          |                  |
| Adam LaVorgna          | Brad                           | Minárovits Péter |
| Margaret Nagle         | Mrs. Fetch                     | Molnár Zsuzsa    |
| Kevin Youkilis         | srác (stáblistán nem szerepel) |                  |

## Fordítás
- Ez a szócikk részben vagy egészben  a   Milk Money (film) című angol Wikipédia-szócikk fordításán alapul.  Az eredeti cikk szerkesztőit annak laptörténete sorolja fel. Ez a jelzés csupán a megfogalmazás eredetét és a szerzői jogokat jelzi, nem szolgál a cikkben szereplő információk forrásmegjelöléseként.